# ハンガリー関係記事の一覧
ハンガリー関係の記事の一覧。大ハンガリー関係の記事も多く含む。
- ハンガリー出身の人物についてはハンガリー人の一覧を参照。

## あ行
- アイゼンシュタット（キシュマルトン） - オーストリアの都市
- アウスグライヒ
- アグテレク・カルストとスロバキア・カルストの洞窟群 - 世界遺産（スロバキアと共有）
- アラン人
- アールパード朝 - ハンガリーの最初の王朝
- アルメニア人
- ウィズエアー - 格安航空会社
- ウクライナ人
- エステルゴム（グラン） - 都市
- オーストリア＝ハンガリー帝国（オーストリア・ハンガリー二重帝国）
- オーストリア＝ハンガリー帝国海軍
  - オーストリア＝ハンガリー帝国海軍艦艇一覧
- オスマン帝国
- オスマン帝国領ハンガリー
- オリンピックのハンガリー選手団

## か行
- カルパチア山脈 - ハンガリーや周辺国にまたがる山脈
- カルパチア盆地 - パンノニア平原を含む盆地。ハンガリー全土が含まれる
- 金印勅書
- グヤーシュ - 料理
  - グヤーシュ共産主義
- グランプリ・ブダペスト - ハンガリーで行われる国際柔道大会
- クレズマー - 音楽ジャンル
- クロアチア（ホルヴァートルサーグ）
  - スラヴォニア
  - シルミア（セレーム）
- 軍政国境地帯（ミリテーアグレンツェ） - オーストリア＝ハンガリー帝国における対オスマン帝国防衛線

## さ行
- 三部法書 - 16世紀の法書
- 賛称 - ハンガリーの国歌
- シェンゲン圏
- シェンゲン協定
- シュワルツローゼ重機関銃 - 重機関銃の一種。前身国家のオーストリア＝ハンガリー帝国で開発された
- スロバキア（北部地方、フェルヴィデーク）
- 聖イシュトヴァーンの王冠 - ハンガリー王国時代の戴冠の証の一つ
- セーケイ人 - ルーマニアにいるハンガリー系の少数民族

## た行
- チャールダーシュ - 音楽ジャンル
- チャーンゴー人 - マジャル人（ハンガリー人）の民族集団の一つ
- ツィンバロム - 打弦楽器
- ティサ川
- デュフレックス - かつて販売されていたハンガリー製一眼レフカメラ
- 天までとどく木 - ハンガリーの民話
- 東方植民（ドイツ植民）
- トカイ - 自治体
- トカイのワイン産地の歴史的・文化的景観 - 世界遺産
- トカイワイン - ワイン
- ドナウ川
- トランシルヴァニア（エルデーイ）
- トリアノン条約 - 1920年締結の、ハンガリーと連合国との条約

## な行
- 日本とハンガリーの関係

## は行
- バナト（バーンシャーグ。banat, banate） - 一部がハンガリーにある歴史的地域
- ハプスブルク家
- パプリカ - ハンガリーが原産・一大産地である野菜
- パラチンタ - 料理
- バラトン湖
- パローツ人 - ハンガリー（マジャル）人の民族集団
- バーン
- ハンガリー
- ハンガリー・アンジュー朝
- ハンガリー王冠領
- ハンガリー王国 (1000年-1918年)
- ハンガリー王国 (1920年-1946年)
- ハンガリー王国の歴史的地域
- ハンガリー海軍艦艇一覧
- ハンガリー狂詩曲 - ピアノ独奏曲
- ハンガリーグランプリ - ハンガリーで行われる自動車レース
- ハンガリー軍事情報局
- ハンガリー幻想曲 - ピアノ協奏曲。正式な題名は『ハンガリー民謡旋律にもとづく幻想曲』
- ハンガリー語
  - ハンガリー語版ウィキペディア
- ハンガリー国王一覧
- ハンガリー国防軍
- ハンガリー国立歌劇場
- ハンガリー国立バレエ団
- ハンガリー社会主義労働者党
- ハンガリー社会党
- ハンガリー人
  - ハンガリー人の一覧
  - ハンガリー人の姓名
  - ハンガリー人のノーベル賞受賞者
- ハンガリー人民共和国 - 1949年から1989年にかけて存在した国家
- ハンガリー水 - 香水のルーツにもなった蒸留酒
- ハンガリー大平原 - ハンガリーの東部と南部や近隣諸国を含む平原
- ハンガリー動乱 - 1956年の、ソビエト連邦の支配に対する蜂起
- ハンガリーの銀行の一覧
- ハンガリーの交通
- ハンガリーの国章
- ハンガリーの国歌 ⇒ 賛称
- ハンガリーの国家元首一覧
- ハンガリーの国旗
- ハンガリーの世界遺産
- ハンガリーの首相一覧
- ハンガリーの大学の一覧
- ハンガリーの地方行政区画
- ハンガリーの都市の一覧
- ハンガリーの民話 - 1960年刊行の民話集
- ハンガリーの歴史
- ハンガリー評議会共和国（ハンガリー・ソビエト共和国） - 1919年に存在した国家
- ハンガリー舞曲 - 舞曲集
- ハンガリー民主化運動
- ハンガリー民主共和国 - 1918年から1919年にかけて存在した国家
- ハンガリー民主フォーラム - かつて存在した政党
- ハンガリー遊覧船沈没事故
- ハンガリー陸軍
- ハンガリー料理
- ハンガリー連続殺人鬼 - ハンガリー映画
- ハンガリー・ルーマニア戦争 - 1918年から1919年にかけての戦争
- ハンガリーワイン
- ハンガロリンク - サーキット
- ハンドボールハンガリー女子代表
- パンノニア
- 汎ヨーロッパ・ピクニック - 1989年の政治集会
- ビストリツァ（ベステルツェ） - ルーマニアの都市。1940年から1944年にかけてはハンガリー領
- フェルニゲシュ - ハンガリーの民話に登場する竜
- ブダペスト
- ブダペスト覚書 - 1994年にブダペストで取り交わされた、ウクライナと核保有国との間の安全保障に関わる覚え書き
- ブダペスト郊外電車
- ブダペスト攻勢 - 1944年の、ハンガリー領内外のドイツ軍に対するソ連軍の大攻勢
- ブダペスト祝祭管弦楽団
- ブダペスト証券取引所
- ブダペスト地下鉄
  - ブダペスト地下鉄1号線
  - ブダペスト地下鉄2号線
  - ブダペスト地下鉄3号線
- ブダペスト登山鉄道
- ブダペスト民族博物館
- ブルゲンラント州（エールヴィデーク）- オーストリアの都市
- ポジョニ（ブラチスラヴァ） - スロバキアの都市
- ヴェルブンコシュ - ダンス音楽
- ヘレンド - 企業、ブランド
- 北方ルネサンス建築#中欧諸国のルネサンス建築
- ホッローケー - 都市

## ま行
- マジャル人
- マジャール・ポシュタ - 郵便事業者
- マレーヴ・ハンガリー航空 - 航空会社。2012年に経営破綻
- モハーチ - 都市
- モハーチの戦い - 1526年のハンガリー王国とオスマン帝国による会戦

## や行
- ヤース - 少数民族
- ヤース・ナジクン・ソルノク県
- ユダヤ人

## ら行
- リスト・フェレンツ国際空港
- ロヴァーシュ文字
- ロマ
- ルーマニア人
- ルーマニアの音楽

## 英記号
- ISO 3166-2:HU - ハンガリーの行政区画コード